# محن
محن (بالقبطية: Ⲙⲉϩⲉⲛ - مهن / مِحِن)، يشير هذا الاسم في الدين المصري القديم، والذي يعني "المتلوّي" أو "الملتفّ"، إلى إله يتخذ شكل الأفعى وكذلك إلى لعبة لوحية.

## الإله الثعبان
أقدم الإشارات المعروفة لمحن تظهر في نصوص التوابيت. يُعتبر محن إلهًا حاميًا يُصوَّر كثعبان يلتف حول إله الشمس رع خلال رحلته عبر الليل، على سبيل المثال في "كتاب الإمي دوات". في القاموس الألماني-المصري بواسطة ر. هانيغ، قيل إن أفعى محن أو محنت تعادل الأوربوروس.

## العلاقة بين الإله الثعباني واللعبة

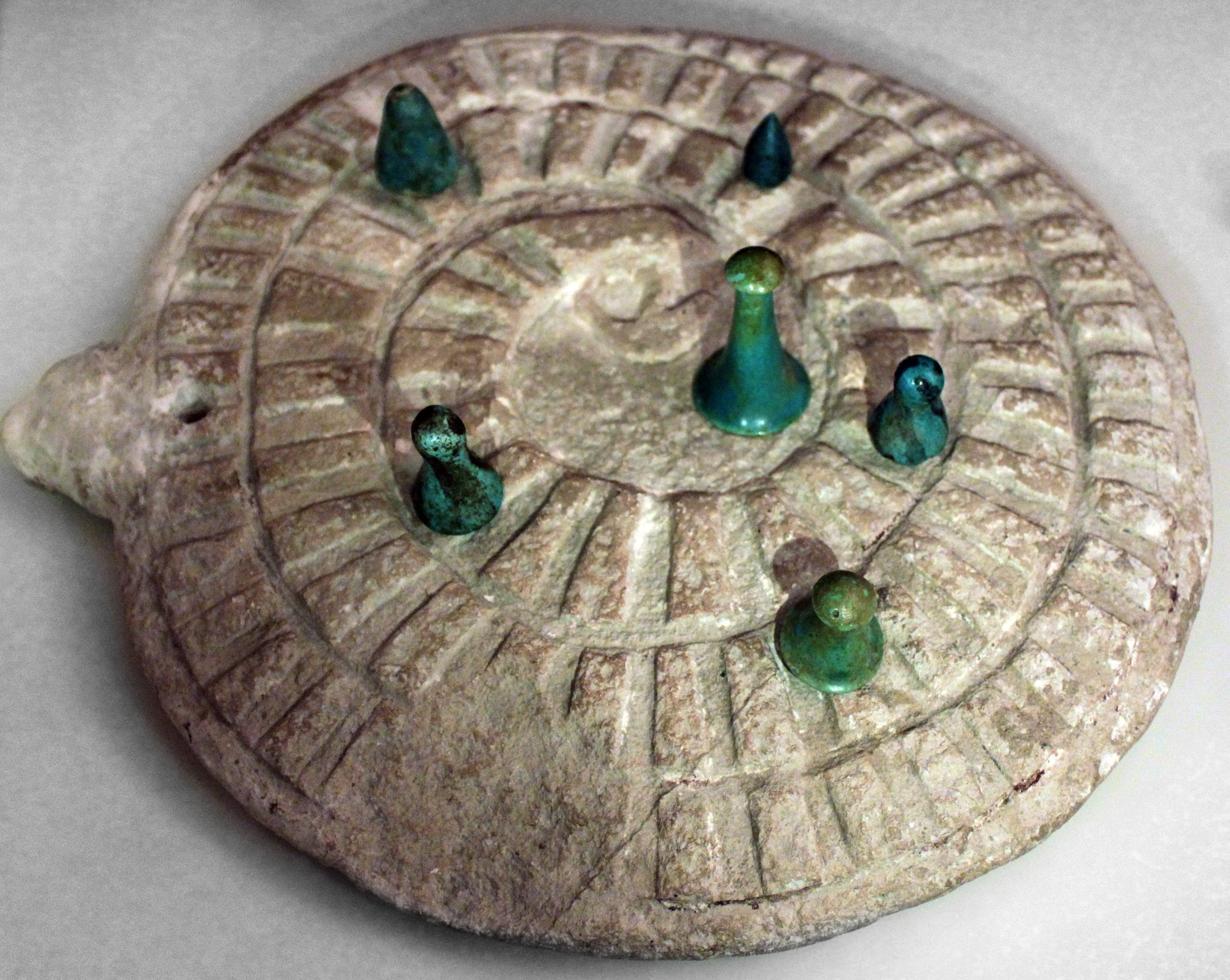
لعبة محن مع أحجارها الصغيرة، من أبيدوس- مصر، عام 3000 قبل الميلاد، متحف برلين الجديد.

العلاقة الدقيقة بين الإله ولعبة محن غير معروفة. على سبيل المثال، ليس من الواضح ما إذا كانت اللعبة مشتقة من الشخصية الدينية، أم أن الشخصية مشتقة من اللعبة.
من المعروف أن الشيء المعروف باسم محن يمثل لعبة وليس رمزًا دينيًا، كما تظهر الدراسات المتعلقة باللوحات في المقابر وألواح اللعب والمعدات. القواعد وطريقة لعب اللعبة غير معروفة، على الرغم من أنه قد تم إنشاء قواعد لها في العصر الحديث بناءً على تخمينات لكيفية لعبها قديمًا.